# Andreas Gottlieb von Bernstorff

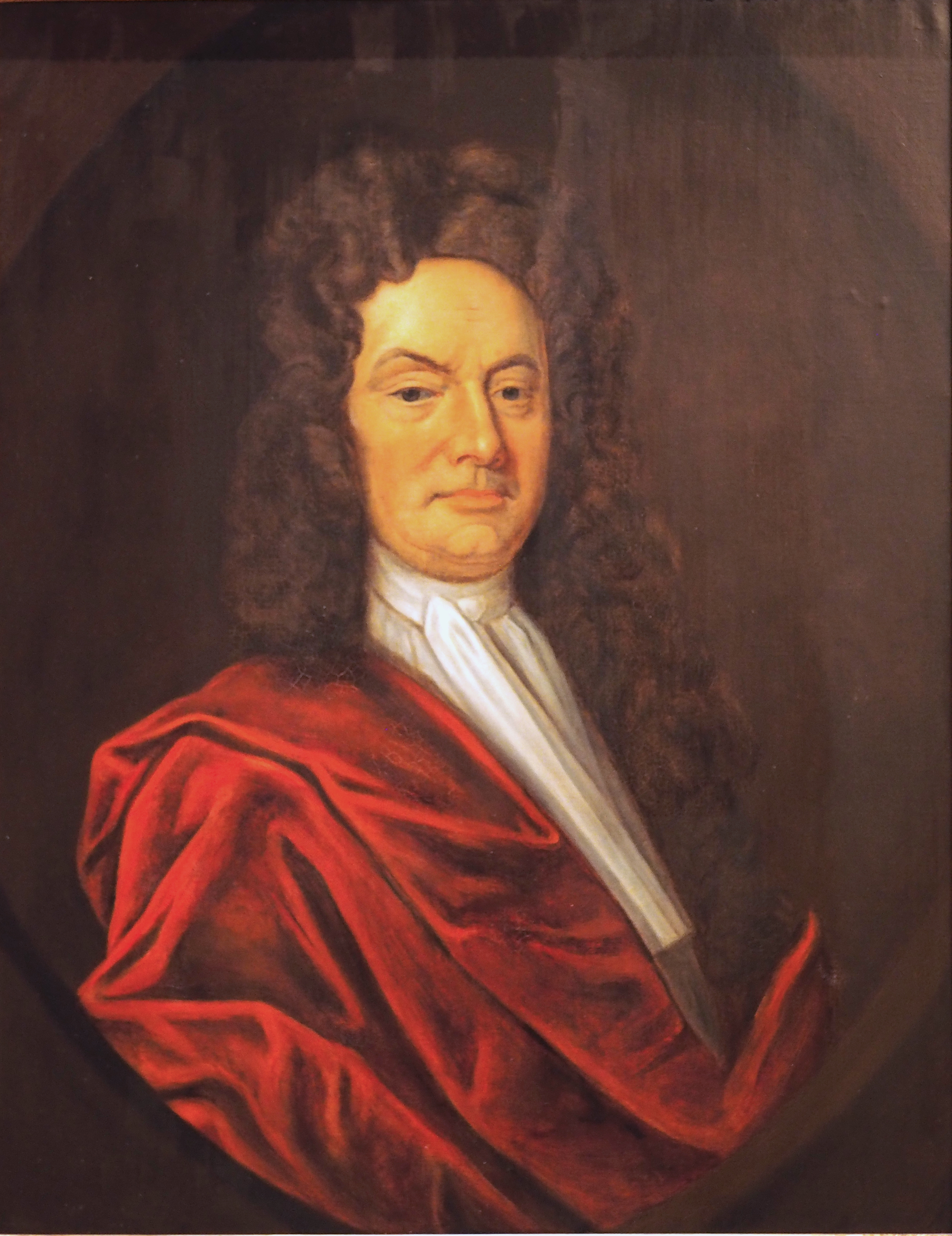
Andreas Gottlieb von Bernstorff

Andreas Gottlieb von Bernstorff, född 1640 och död 6 juli 1726, var en hannoveransk statsman.
von Bernstorff blev 1709 kurfurst Georg av Hannovers premiärminister. Han spelade en stor roll i intrigerna rörande ordnandet av tronföljden i England. När Georg 1714 besteg Englands tron, följde von Bernstorff honom till London, där han som Hannovers sändebud och den drivande kraften i "hannoveranska juntan" bibehåll sitt inflytande fram till 1720, då han gav vika för den stigande oviljan mot hannoveranerna och återvände till Hannover. von Bernstorff förvärvade en mängd gods, vilkas framtida disposition han ordnade genom ett familjestatut 1720 och vilka utgjorde den ekonomiska grunden för släktens framtida betydelse.